# Franz Raffelsperger
Franz Raffelsperger, másként: Franz Raffelsberger, magyarosan: Raffelsperger Ferenc (Modor (Pozsony vármegye), 1793. szeptember 22. (keresztelés) – Bécs, 1861. július 14.) császári és királyi postatiszt, térképész, földrajzi író.

## Élete
Elszegényedett fakereskedő fiaként született. 1804-5-ben Bécsben gimnáziumba, majd ugyanitt reáliskolába járt. A kereskedelmi pályára készült; azután elutazott Franciaországba és Magyarország több helyére geognosztikai kirándulást tett. Visszatérte után több technikai és iparvállalat vezetését vette át. 1820-ban a császári és királyi postahivatalnál helyezkedett el. A postaügyek rendezése és újjáalakítása érdekében többször utazott Firenzébe, Rómába, Svájcba és Párizsba. 1830-ban bécsi polgárjogot nyert és 1831-ben a Salvator nagy aranyérmet kapta. Szülővárosa, Modor is megválasztotta díszpolgárává; ezenkívül a külföldi udvarok, így Porosz-, Szász-, Franciaország és Szardínia szintén az akkor szokásos arany érdeméremmel tüntették ki. Ő honosította meg Bécsben a térképeknek a tipográfiai sokszorosítását. 1848 márciusában bécsi hatások alatt indította meg a Der Unparteische című politikai lapot, ezzel azonban nem boldogult és az újság a többi lap gúnyolódásai következtében megszűnt. 1849-ben felfüggesztették, 1851-ben pedig elbocsájtották az államszolgálatból. Ezután végleg visszavonult a politikai és társadalmi életből.

## Munkái
- Poststrassenbuch, oder Wegweiser durch Europa mit besonderer Berücksichtigung auf den österreischischen Kaiserstaat. Wien, 1821. (2. kiadás. Uo. 1834.).
- Grosse Charte der Fahrposten. Uo. 1826. (2. kiadás 1827., 3. k. 1829. Uo.)
- Reise- und Influenz-Karte der . . . Eil-Post – und Brancardwagen-Course in dem österr. K. Staate, 1826.
- Reisepostsecretär, mit 3 Übersichtspostkarten und 1 Seereisekarte. Uo. 1830. Három kötet.
- Itinerär und Dienst-Ruglativ des Kaiserthums Oesterreich. Uo. 1835.
- Die Beförderungsanstalten zwischen Wien und den Provinzialstädten, 1835.
- Topograph. Lex. oder Gen.-Verzeichniss aller in den österr. Staaten gelegenen Ortschaften, 3 kötet, 1836–37.
- Die Gegenwart. Special-Statistik von Europa . . ., 2 kötet, 1844.
- Allgemeines geographisches Lexikon des österr. Kaiserstaates. Wien, 1847. Hat kötet.
- Völker-, Kr.-, Gerichts-, Eisenbahn- und Postkarte der Herzogtümer Stmk., Kärnten und Krain, 1848, 2. kiadás: 1850.

Még több munkája jelent meg Bécsben és Bázelben.